# Chaerephon russatus
Chaerephon russatus (Allen, 1917) è un pipistrello della famiglia dei Molossidi diffuso nell'Africa subsahariana.

## Descrizione

### Dimensioni
Pipistrello di piccole dimensioni, con la lunghezza totale tra 93 e 110 mm, la lunghezza dell'avambraccio tra 42 e 46 mm, la lunghezza della coda tra 29 e 37 mm, la lunghezza del piede tra 9 e 12 mm, la lunghezza delle orecchie tra 19 e 23 mm e un peso fino a 19 g.

### Aspetto
La pelliccia è corta, con la nuca quasi calva. Le parti dorsali variano dal bruno-rossastro scuro al bruno-grigiastro con la base dei peli più chiara e talvolta con delle macchie biancastre, mentre le parti ventrali sono leggermente più chiare e grigiastre. Il muso è non è particolarmente appiattito. Il labbro superiore ha 7-8 pieghe ben distinte e ricoperto di corte setole.  Le orecchie sono bruno-nerastre e con i margini anteriori uniti frontalmente da una membrana a forma di V e con una tasca con l'apertura posteriore al centro, dalla quale fuoriesce una cresta di corti peli nerastri nei maschi. Il trago è molto piccolo, stretto e nascosto dall'antitrago il quale è piccolo e arrotondato. Le membrane alari sono marroni scure, con la parte più esterna semi-trasparente e più chiara. I piedi sono carnosi, con delle file di setole lungo i bordi esterni delle dita. La coda è lunga, tozza e si estende per più della metà oltre l'uropatagio, il quale è marrone. Il calcar è corto.

## Biologia

### Comportamento
Si rifugia molto probabilmente all'interno di cavità di grandi alberi.

### Alimentazione
Si nutre di insetti.

### Riproduzione
Femmine gravide sono state catturate nel mese di settembre. Danno alla luce un piccolo alla volta.

## Distribuzione e habitat
Questa specie è diffusa in Costa d'Avorio sud-occidentale, Ghana, Camerun, Repubblica Democratica del Congo nord-orientale e Kenya.
Vive ai margini delle foreste pluviali, boscaglie sempreverdi e savane alberate.

## Conservazione
La IUCN Red List, considerata la mancanza di informazioni sufficienti sull'areale, i requisiti ecologici, le minacce e lo stato di conservazione, classifica C.russatus come specie con dati insufficienti (DD).